# Британия превыше всего
Брита́ния превы́ше всего́ (англ. Britain First) — ультраправая политическая партия в Великобритании. Создана бывшими членами Британской национальной партии. Основана в 2011 году Джимом Доусоном, борцом с абортами и крайне правым активистом. Лидер партии — Пол Голдинг.
«Британия превыше всего» безуспешно оспаривала выборы в Палату общин, Европарламент и мэрию Лондона. Партия выступает против исламского экстремизма и массовой иммиграции, потому что они «представляют опасность для британского народа».

## История
В 2014 году «Британия превыше всего» заявила о своем намерении запустить партию в США под названием «Америка превыше всего», но это вскоре не удалось осуществить.
В 2015 году партия приняла участие в Международном русском консервативном форуме в Петербурге.
В ноябре 2015 года партия заявила, что ее страница в Facebook имеет более миллиона лайков, больше, чем любая другая британская политическая партия и больше, чем у премьер-министра Дэвида Кэмерона. В конце ноября Facebook ненадолго закрыл страницу партии за нарушение рекомендаций сообщества. В октябре 2017 года у «Британии превыше всего» было 2 миллиона подписчиков на Facebook.

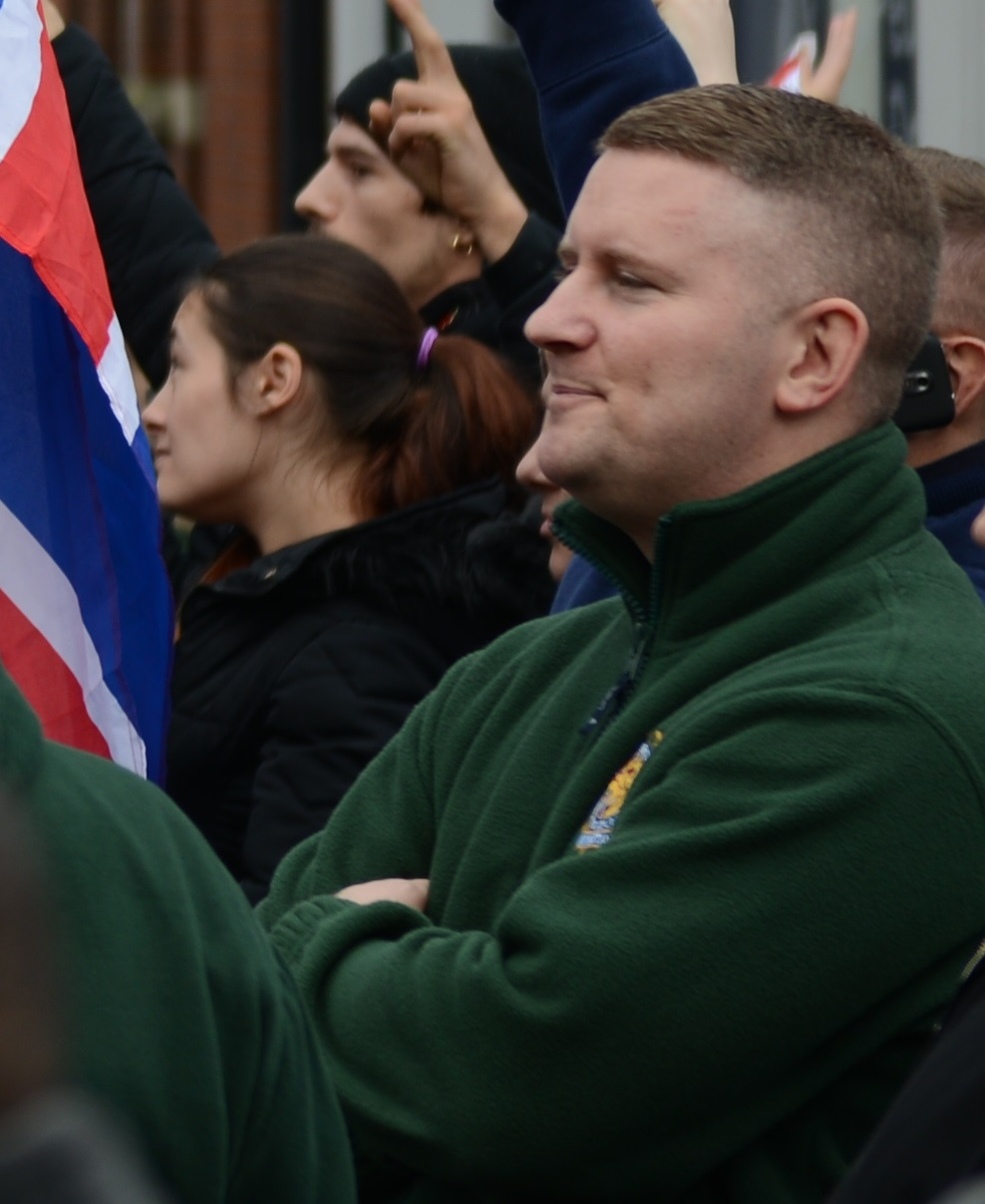
Лидер партии — Пол Голдинг.

В декабре 2017 года Твиттер заблокировал учетные записи партии и ее лидеров после пересмотра правил о разжигании ненависти. Также в марте 2018 года партия была заблокирована в Facebook из-за «неоднократно размещенного контента, предназначенного для разжигания вражды и ненависти к группам меньшинств».